# 提拉特普·維諾泰

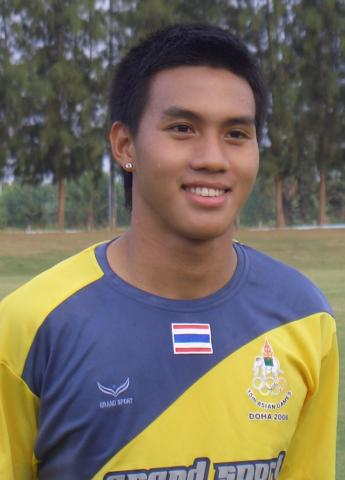
提拉特·威诺泰

提拉特·威诺泰（皇家轉寫：Teerathep Winothai； 1985年2月16日—），生于曼谷，昵称"Leesaw" (ลีซอ)，泰国足球运动员，司职前鋒和中场，现效力于2003年亚洲冠军联赛亚军球队BEC特罗萨萨纳。
之前他曾是水晶宫和埃弗顿青年队的球员，代表泰国U-17国青队参加了1999年新西兰U-17世青赛的比赛。在2005年东南亚运动会决赛对阵越南的比赛中上演了帽子戏法，帮助泰国队连续7次夺得该项赛事的金牌。 
提拉特有着俊朗的外形，所以他有着「泰国足坛贝克汉姆」的称号。他也随泰国国家队参加了由泰国和其他三个东南亚国家联合主办的2007年亚洲杯足球赛。